# 레이먼드 J. 배리
레이먼드 J. 배리(Raymond J. Barry, 1939년 3월 14일 ~ )는 미국의 배우이다.

## 출연 작품
- 써든 데스
- 쿨러닝